# Cardiophorus ulcerosus
Cardiophorus ulcerosus là một loài bọ cánh cứng trong họ Elateridae. Loài này được Gené miêu tả khoa học năm 1836.